# SurfPatrol
SurfPatrol — бесплатный онлайн-сервис проверки безопасности браузера и плагинов, разработка компании Positive Technologies.

## Описание
Причиной многих взломов компьютеров является отсутствие установленных обновлений безопасности — для операционной системы и стороннего программного обеспечения . Браузер и плагины в данном случае — одни из главных объектов атаки для злоумышленников, так как эксплуатируя их уязвимости можно получить доступ к системе в целом.
Основная суть сервиса — выполнять не проверки установленных обновлений, как это делают системы patch management, а искать уязвимости, которые могут быть обнаружены даже в последних версиях браузеров и плагинов. Однако, некоторые устаревшие версии браузеров и плагинов могут быть вполне безопасны для использования, без известных уязвимостей.
Случаи критических уязвимостей представляют особую опасность — с момента обнаружения 0-day до выпуска патча от разработчиков может пройти довольно много времени, а хакеры очень активно и массово начинают её использовать. Функция SurfPatrol в этом случае — предупреждение об опасности и рекомендации по необходимым действиям.
SurfPatrol сканирует браузер, сопоставляя полученные данные со своей базой уязвимостей и по результатам проверки выявляет актуальность версии и уязвимости в плагинах и браузерах.
Поддерживаемые браузеры — IE 6+, Safari 3+, Firefox 1+, Google Chrome (все версии), Opera 9.5+.
Поддерживаемые платформы — Windows, MacOS, Apple iOS, Android (в будущем планируется поддержка Ubuntu).
Все используемые базы данных уязвимостей постоянно обновляются. SurfPatrol поддерживает автоопределение языка пользователя, существует русская и английская версии сайта.

## Возможности
- Поиск уязвимостей в браузерах и плагинах.
- Предоставление ссылок для скачивания обновлений от официальных разработчиков (если они выпущены).
- При обнаружении уязвимости, для защиты от которой еще не выпущено обновление (так называемые 0-day) — уведомление о высоком уровне опасности.
- Другие проверки безопасности.

Если SurfPatrol обнаруживает небезопасные версии плагинов или браузера, то это означает потенциальную опасность для проникновения вредоносного кода на компьютер пользователя.

## Расширения
Разработчиками выпущены расширения для браузеров Google Chrome и Opera. Расширение сканирует браузер и в случае обнаружения уязвимостей значок становится красным. По клику на значке расширения открывается страница отчета на сайте SurfPatrol.

## Статистика
При проведении проверок уязвимые компоненты были обнаружены в 89 % случаев .

## Ограничения сервиса
Производится проверка только тех компонентов, которые влияют на безопасность веб-сёрфинга, а именно — веб-браузера и его плагинов (ActiveX для Internet Explorer). Установка обновлений и отключение уязвимых плагинов — необходимое, но недостаточное условие безопасности веб-сёрфинга, равно как и необходимость не скачивать и не запускать подозрительные файлы.

## Недостатки
1. Отсутствие статистики по сканированиям для общего доступа.
2. Сервис отображает не все плагины браузера.
3. Для проверки каждого браузера требуется открывать сервис в каждом браузере.
4. Крайне примитивная методика проверки браузера (используется только user-agent).